# Soma Weiss
Soma Weiss (* 1898 in Bistritz, Siebenbürgen, Österreich-Ungarn; † 1942 in den USA) war ein ungarisch-amerikanischer Arzt. Er ist einer der Namensgeber des Mallory-Weiss-Syndrom.

## Leben
Soma Weiss wurde in Bistritz (ungarisch: Beszterce) geboren und wanderte 1920 nach dem Ersten Weltkrieg in die USA aus. Er schloss sein Studium 1923 am Cornell Medical College ab und wurde Chefarzt am Peter Bent Brigham Hospital in Boston. 1933 wurde er in die American Academy of Arts and Sciences gewählt. Weiss starb 1942 an einem rupturierten Aneurysma, von ihm selbst diagnostiziert.
Weiss wichtigste Beiträge betreffen seine Arbeiten über kardiovaskuläre Erkrankungen, insbesondere Herzfehler und die Bedeutung des Nervensystems in der kardiovaskulären Physiologie.